# Phalodi
Phalodi là một thành phố và khu đô thị của quận Jodhpur thuộc bang Rajasthan, Ấn Độ.

## Địa lý
Phalodi có vị trí 26°43′B 73°55′Đ / 26,72°B 73,92°Đ Nó có độ cao trung bình là 303 mét (994 feet).

## Nhân khẩu
Theo điều tra dân số năm 2001 của Ấn Độ, Phalodi có dân số 44.756 người. Phái nam chiếm 53% tổng số dân và phái nữ chiếm 47%. Phalodi có tỷ lệ 58% biết đọc biết viết, thấp hơn tỷ lệ trung bình toàn quốc là 59,5%: tỷ lệ cho phái nam là 69%, và tỷ lệ cho phái nữ là 46%. Tại Phalodi, 17% dân số nhỏ hơn 6 tuổi.